# Gaurotes thoracica
Gaurotes thoracica är en skalbaggsart som först beskrevs av Samuel Stehman Haldeman 1847.  Gaurotes thoracica ingår i släktet Gaurotes och familjen långhorningar. Inga underarter finns listade i Catalogue of Life.